# Crystal Light

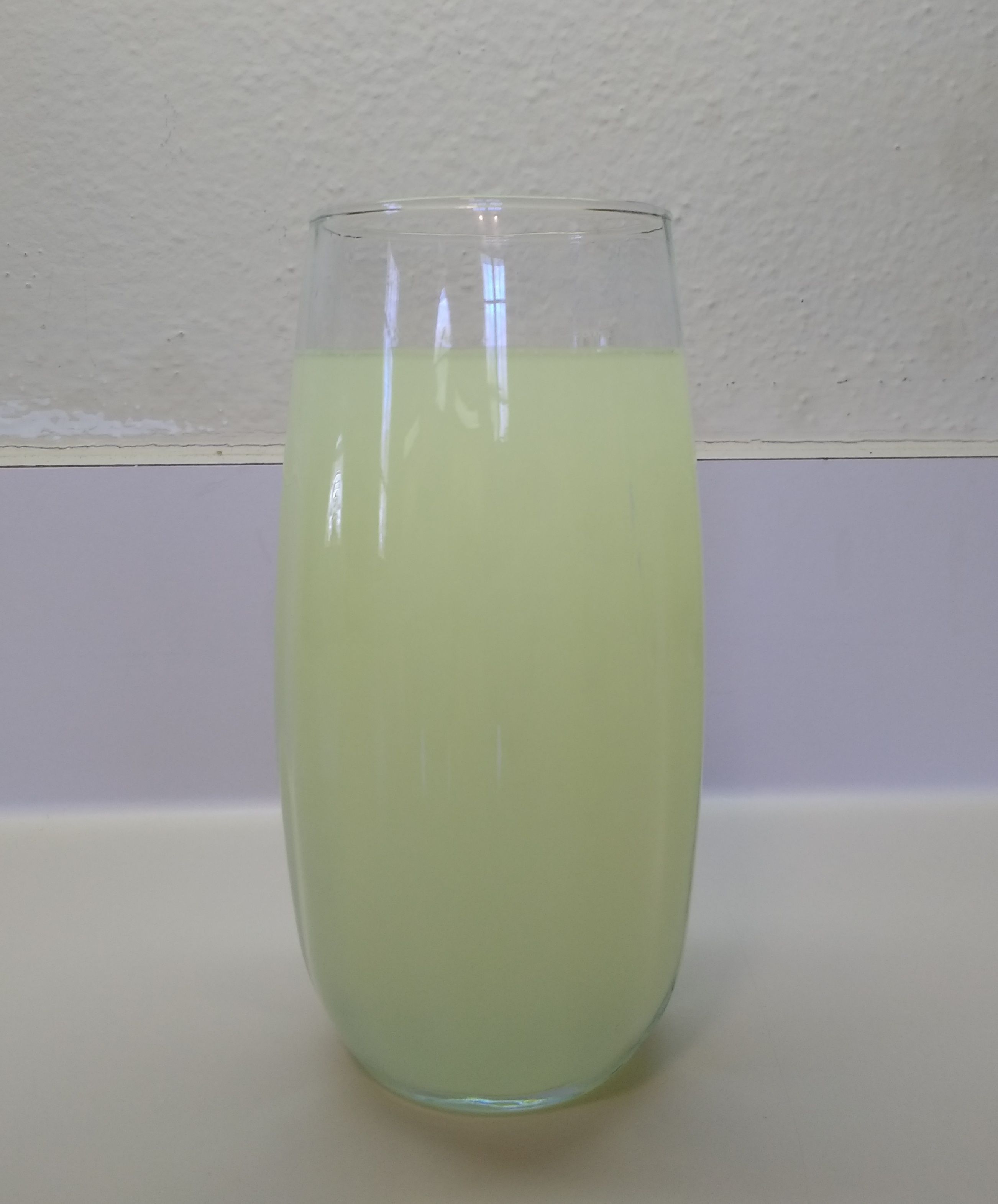
Un vaso de limonada Crystal Light

Crystal Light es la marca de una bebida sin azúcar fabricada por Kraft Foods, lanzada al mercado en 1982, originalmente se vendía como mezcla en polvo soluble en agua, aunque más adelante se comercializaría también como bebida preparada. En sus inicios estaba disponible en cinco sabores, con el tiempo fueron agregándose más y para el año 2010, cuenta con 30.
Tiene cinco calorías por ración y usualmente se endulza con aspartame, aunque los nuevos preparados vienen endulzados con sucralosa. Esta bebida es de uso común en dietas bajas en carbohidratos y se considera apropiada para diabéticos, su uso en estos pacientes ha sido aprobado por la American Diabetes Association.
La marca recientemente ha introducido Crystal Light Energy, una bebida que contiene cafeína.
La publicidad original de Crystal Light en 1982 fue realizada por la actriz Linda Evans.